# Grande Prêmio de Frankfurt de 2017
A 55.ª edição da clássica ciclista Grande Prêmio de Frankfurt (nome oficial em alemão: Eschborn-Frankfurt Rund um den Finanzplatz) realizou-se a 1 de maio de 2017 sobre um percurso de 215,7 km com início na cidade de Eschborn e final em Frankfurt am Main.
A carreira fez parte do UCI World Tour de 2017 pela primeira vez 1.uwT. calendário ciclístico de máximo nível mundial, sendo a vigésima carreira de dito circuito. Previamente a carreira para parte da categoria 1.hc no calendário UCI Europe Tour desde 2005.
A carreira foi vencida pelo corredor norueguês Alexander Kristoff da equipa Katusha-Alpecin, em segundo lugar Rick Zabel (Katusha-Alpecin) e em terceiro lugar John Degenkolb (Trek-Segafredo).

## Equipas participantes
Tomaram parte na carreira 19 equipas: 11 de categoria UCI World Tour de 2017 convidados pela organização; 8 de categoria Profissional Continental. Formando assim um pelotão de 158 ciclistas dos que acabaram 67. As equipas participantes foram:
| Equipes WorldTeam (11)- AG2R La Mondiale - BMC Racing Team - Bora-Hansgrohe - Cannondale-Drapac - Lotto-Soudal - Quick-Step Floors - UAE Team Emirates - Katusha-Alpecin - Lotto NL-Jumbo - Team Sunweb - Trek-Segafredo Equipes profissionais Continentais (8)- Aqua Blue Sport - CCC Sprandi Polkowice - Gazprom-RusVelo - Roompot-Nederlandse Loterij - Sport Vlaanderen-Baloise - Verandas Willems-Crelan - WB-Veranclassic-Aqua Protect - Wanty-Groupe Gobert Equipe nacional- Alemanha |
| |

## Classificações finais
- As classificações finalizaram da seguinte forma:[5]

### Classificação geral
| \| Classificação geral \| Classificação geral \| Classificação geral \| Classificação geral \| Classificação geral \| \| Ciclista \| Ciclista \| Equipe \| Tempo \| \| \| ------------------- \| ------------------- \| --------------------------- \| ------------------- \| ------------------- \| \| 1. \| Alexander Kristoff \| Katusha-Alpecin \| 5h29m32s \| \| \| 2. \| Rick Zabel \| Katusha-Alpecin \| + 0s \| \| \| 3. \| John Degenkolb \| Trek-Segafredo \| + 0s \| \| \| 4. \| Jean-Pierre Drucker \| BMC Racing Team \| + 0s \| \| \| 5. \| Pim Ligthart \| Roompot-Nederlandse Loterij \| + 0s \| \| \| 6. \| Juan José Lobato \| LottoNL-Jumbo \| + 0s \| \| \| 7. \| Jasper Stuyven \| Trek-Segafredo \| + 0s \| \| \| 8. \| Maximiliano Richeze \| Quick-Step Floors \| + 0s \| \| \| 9. \| Michel Kreder \| Aqua Blue Sport \| + 0s \| \| \| 10. \| Ben Swift \| UAE Team Emirates \| + 0s \| \| |                     |                             |          |
| |                     |                             |          |
| Fonte: ProCyclingStats |                     |                             |          |
| Classificação geral |                     |                             |          |
| Ciclista | Ciclista            | Equipe                      | Tempo    |
| 1. | Alexander Kristoff  | Katusha-Alpecin             | 5h29m32s |
| 2. | Rick Zabel          | Katusha-Alpecin             | + 0s     |
| 3. | John Degenkolb      | Trek-Segafredo              | + 0s     |
| 4. | Jean-Pierre Drucker | BMC Racing Team             | + 0s     |
| 5. | Pim Ligthart        | Roompot-Nederlandse Loterij | + 0s     |
| 6. | Juan José Lobato    | LottoNL-Jumbo               | + 0s     |
| 7. | Jasper Stuyven      | Trek-Segafredo              | + 0s     |
| 8. | Maximiliano Richeze | Quick-Step Floors           | + 0s     |
| 9. | Michel Kreder       | Aqua Blue Sport             | + 0s     |
| 10. | Ben Swift           | UAE Team Emirates           | + 0s     |

## UCI World Ranking
O Grande Prêmio de Frankfurt outorga pontos para o UCI World Tour de 2017 e o UCI World Ranking, este último para corredores das equipas nas categorias UCI Pro Team, Profissional Continental e Equipas Continentais. A seguinte tabela são o barómetro de pontuação e os corredores que obtiveram pontos:
| Posição   | 1º  | 2º  | 3º  | 4º  | 5º  | 6º  | 7º | 8º | 9º | 10º |
| Pontuação | 300 | 250 | 215 | 175 | 120 | 115 | 95 | 75 | 60 | 50  |

| 1.º  | Alexander Kristoff  | Katusha-Alpecin             | 300 |
| 2.º  | Rick Zabel          | Katusha-Alpecin             | 250 |
| 3.º  | John Degenkolb      | Trek-Segafredo              | 215 |
| 4.º  | Jean-Pierre Drucker | BMC Racing                  | 175 |
| 5.º  | Pim Ligthart        | Roompot-Nederlandse Loterij | 120 |
| 6.º  | Juan José Lobato    | LottoNL-Jumbo               | 115 |
| 7.º  | Jasper Stuyven      | Trek-Segafredo              | 95  |
| 8.º  | Maximiliano Richeze | Quick-Step Floors           | 75  |
| 9.º  | Michel Kreder       | Aqua Blue Sport             | 60  |
| 10.º | Ben Swift           | UAE Emirates                | 50  |